# 田島治子
田島 治子（たじま はるこ、1941年10月29日 - 2013年10月17日）は、日本の実業家。サカイ引越センター創業者、元社長（前取締役副会長）。アートコーポレーションの寺田千代乃と並ぶ引っ越し専業者の二大女性社長といわれた。広島県豊田郡瀬戸田町（現尾道市）出身。

## 来歴
広島県立因島高等学校卒業。幼稚園の保母をしていたが、小さな運送会社「新海商運」の長男であった田島憲一郎と見合いをして、1962年、22歳で結婚。大阪に出る。1971年、夫・憲一郎が父親と意見が合わず飛び出し、独立。大阪市を本拠にしていた実家と揉めないようにトラック2台で堺市に「新海商運」堺営業所を夫婦で設立した。当初は運送業に徹していたが、一般運送は古くからある業界で新規参入が難しく、また規制でがんじがらめで、やがて経営難となる。新たな仕事を探している時、当時泉北ニュータウン開発の始まりで、人がどんどん流入してくるのを見て、引越作業を手伝うような仕事をすれば商売になる、と思いつく。当時の引越業は運送業の片手間仕事で、また季節変動があり、手をつけにくい"すき間産業"だった。『引越手伝います』という看板を作って電柱に縛りつけて歩く。この読みが当り、ニュータウン開発に伴う引越需要の拡大に合わせ同社も急成長した。
憲一郎の父親が亡くなり夫が実家を継いだため1979年、引越専門の「アーイ引越センター」を設立し社長に就任。憲一郎は会長となり、この後二人三脚で業績を拡大させた。1981年、堺市の発展によって受けた恩恵と小さな会社をここまで育ててくれたことへの感謝、何より堺市に根付く企業でありたいという様々な想いから「堺引越センター」に改名。1986年からの関東進出を足掛かりに全国展開を図り、メディア広告で先行していた「アート引越センター（アートコーポレーション）」に対抗するため徳井優を起用したCMを打った。ユニークなCMは流行語にもなり、同社の知名度を一躍アップさせた。もともと地元関西のみで流していたCMだったが、1990年代の吉本興業の東京進出の成功などで、「関西弁の抵抗もなくなっているのでは?」と判断し、泥臭い関西弁CMをそのまま流したという。CMなどで全国的にも認知される中で、地名としての特定の漢字よりもカタカナの方が幅広い年齢層に受け入れられやすいと判断をして1990年、現在のサカイ引越センターに社名を変更した。1996年には引越専業初の上場（大証二部）を果たす。現在は東証1部上場を果たしている。
大手運輸業や後発他社の参入で、その後引越業界は競争が激化したが、2006年版引越売上高ランキングでは、日本通運、ヤマト運輸に次ぎ、引越専門業ではサカイ引越センターとアートコーポレーションの売上げ高は拮抗し両社は首位を争っている。田島は1979年の就任以降、32年目（創業40年）となる2011年を機に社長を退き、長男の哲康が社長に就いた。
2003年4月～6月に藤原紀香主演でTBSで放送されたドラマ「あなたの人生お運びします!」は、アートコーポレーション創業者・寺田寿男、寺田千代乃夫妻をモデルに製作されたものだが、劇中同じ会社の部下夫婦を佐々木蔵之介、小池栄子が演じ、顧客リストを持ち出して独立し「アーイ引越しセンター」を設立、という田島夫婦をモデルにしているような描かれ方がされていたが、勿論両夫婦は同じ会社で働いた事はなく、引越専業というアイデアも田島夫妻がアートコーポレーションを真似たわけではない。引越専業という事業は、ほぼ同時期に始めたものであり、事業開始自体はサカイ引越センターの方が早いという。
長男・哲康に2011年に会社を受け継がせた2年後の2013年10月17日、多臓器不全のため死去。71歳没。憲一郎はその後も会長を務めていたが、2018年8月22日、肺炎のため死去。81歳没。